# Свісс (Вісконсин)
Свісс (англ. Swiss) — місто (англ. town) в США, в окрузі Бернетт штату Вісконсин. Населення — 807 осіб (2020).

## Демографія
Згідно з переписом 2010 року, у місті мешкало 790 осіб у 355 домогосподарствах у складі 229 родин. Було 1013 помешкання
Расовий склад населення:
| - 75,1 % — білих - 20,8 % — корінних американців - 0,8 % — чорних або афроамериканців - 0,1 % — азіатів |

До двох чи більше рас належало 3,2 %. Частка іспаномовних становила 1,1 % від усіх жителів.
За віковим діапазоном населення розподілялося таким чином: 17,8 % — особи молодші 18 років, 59,7 % — особи у віці 18—64 років, 22,5 % — особи у віці 65 років та старші. Медіана віку мешканця становила 50,8 року. На 100 осіб жіночої статі у місті припадало 102,0 чоловіків;  на 100 жінок у віці від 18 років та старших — 102,8 чоловіків також старших 18 років.
Середній дохід на одне домашнє господарство  становив 52 683 долари США (медіана — 43 438), а середній дохід на одну сім'ю — 59 963 долари (медіана — 50 972). Медіана доходів становила 57 917 доларів для чоловіків та 26 458 доларів для жінок. За межею бідності перебувало 15,5 % осіб, у тому числі 22,4 % дітей у віці до 18 років та 8,6 % осіб у віці 65 років та старших.
Цивільне працевлаштоване населення становило 339 осіб. Основні галузі зайнятості: мистецтво, розваги та відпочинок — 30,1 %, освіта, охорона здоров'я та соціальна допомога — 16,5 %, роздрібна торгівля — 13,9 %, виробництво — 12,4 %.